# Csehország településeinek listája J–M
Csehország településeinek listája az ország háromszintű közigazgatási rendszerében a legalsó szintű, a kerületeket alkotó járások felosztásával kialakított közigazgatási egységeket sorolja fel a Cseh Statisztikai Hivatal hivatalos településnévtára alapján. A magyar betűrend szerint felsorolt név mellett zárójelben feltüntettük a közigazgatási egység típusát (város – město; mezőváros – městys; község – obec; katonai terület – vojenský újezd), továbbá a járás nevét, amelynek az adott község beosztott egysége.

## J
- Jabkenice (község, Mladá Boleslav-i j.)
- Jabloňany (község, Blanskói j.)
- Jablonec nad Jizerou (város, Semilyi j.)
- Jablonec nad Nisou (város, Jablonec nad Nisou-i j.)
- Jablonná (község, Příbrami j.)
- Jablonné nad Orlicí (város, Ústí nad Orlicí-i j.)
- Jablonné v Podještědí (város, Libereci j.)
- Jabloňov (község, Žďár nad Sázavou-i j.)
- Jablůnka (község, Vsetíni j.)
- Jablunkov (város, Frýdek-místeki j.)
- Jáchymov (város, Karlovy Vary-i j.)
- Jahodov (község, Rychnov nad Kněžnou-i j.)
- Jakartovice (község, Opavai j.)
- Jakubčovice nad Odrou (község, Nový Jičín-i j.)
- Jakubov u Moravských Budějovic (község, Třebíči j.)
- Jakubovice (község, Šumperki j.)
- Jalubí (község, Uherské Hradiště-i j.)
- Jamné (község, Jihlavai j.)
- Jamné nad Orlicí (község, Ústí nad Orlicí-i j.)
- Jamolice (község, Znojmói j.)
- Jámy (község, Žďár nad Sázavou-i j.)
- Jankov (község, Benešovi j.)
- Jankov (község, České Budějovice-i j.)
- Jankov (község, Pelhřimovi j.)
- Jankovice (község, Kroměříži j.)
- Jankovice (község, Pardubicei j.)
- Jankovice (község, Uherské Hradiště-i j.)
- Janoušov (község, Šumperki j.)
- Janov (város, Bruntáli j.)
- Janov (község, Děčíni j.)
- Janov (község, Rakovníki j.)
- Janov (község, Rychnov nad Kněžnou-i j.)
- Janov (község, Svitavyi j.)
- Janov nad Nisou (község, Jablonec nad Nisou-i j.)
- Janová (község, Vsetíni j.)
- Janovice (község, Frýdek-místeki j.)
- Janovice nad Úhlavou (város, Klatovyi j.)
- Janovice v Podještědí (község, Libereci j.)
- Janská (község, Děčíni j.)
- Janské Lázně (város, Trutnovi j.)
- Janův Důl (község, Libereci j.)
- Janůvky (község, Svitavyi j.)
- Jarcová (község, Vsetíni j.)
- Jarohněvice (község, Kroměříži j.)
- Jaroměř (város, Náchodi j.)
- Jaroměřice (község, Svitavyi j.)
- Jaroměřice nad Rokytnou (város, Třebíči j.)
- Jaroslav (község, Pardubicei j.)
- Jaroslavice (község, Znojmói j.)
- Jarošov (község, Svitavyi j.)
- Jarošov nad Nežárkou (község, Jindřichův Hradec-i j.)
- Jarov (község, Dél-plzeňi j.)
- Jarov (község, Észak-plzeňi j.)
- Jarpice (község, Kladnói j.)
- Jasenice (község, Třebíči j.)
- Jasenná (község, Náchodi j.)
- Jasenná (község, Zlíni j.)
- Javor (község, Klatovyi j.)
- Javorek (község, Žďár nad Sázavou-i j.)
- Javornice (község, Rychnov nad Kněžnou-i j.)
- Javorník (község, Benešovi j.)
- Javorník (község, Hodoníni j.)
- Javorník (város, Jeseníki j.)
- Javorník (község, Svitavyi j.)
- Javorník (község, Ústí nad Orlicí-i j.)
- Javůrek (község, Brno-vidéki j.)
- Jedlá (község, Havlíčkův Brod-i j.)
- Jedlany (község, Tábori j.)
- Jedlí (község, Šumperki j.)
- Jedlová (község, Svitavyi j.)
- Jedomělice (község, Kladnói j.)
- Jedousov (község, Pardubicei j.)
- Jedovnice (mezőváros, Blanskói j.)
- Jehnědí (község, Ústí nad Orlicí-i j.)
- Jemnice (város, Třebíči j.)
- Jemníky (község, Kladnói j.)
- Jenčice (község, Litoměřicei j.)
- Jeneč (község, Nyugat-prágai j.)
- Jeníkov (község, Chrudimi j.)
- Jeníkov (község, Teplicei j.)
- Jeníkovice (község, Hradec Králové-i j.)
- Jeníkovice (község, Pardubicei j.)
- Jenišov (község, Karlovy Vary-i j.)
- Jenišovice (község, Chrudimi j.)
- Jenišovice (község, Jablonec nad Nisou-i j.)
- Jenštejn (község, Kelet-prágai j.)
- Jeřice (község, Jičíni j.)
- Jeřišno (község, Havlíčkův Brod-i j.)
- Jeřmanice (község, Libereci j.)
- Jersín (község, Jihlavai j.)
- Jesenec (község, Prostějovi j.)
- Jesenice (város, Nyugat-prágai j.)
- Jesenice (község, Příbrami j.)
- Jesenice (város, Rakovníki j.)
- Jeseník (város, Jeseníki j.)
- Jeseník nad Odrou (község, Nový Jičín-i j.)
- Jesenný (község, Semilyi j.)
- Ješetice (község, Benešovi j.)
- Jestřabí (község, Zlíni j.)
- Jestřabí Lhota (község, Kolíni j.)
- Jestřabí v Krkonoších (község, Semilyi j.)
- Jestřebí (község, Česká Lípa-i j.)
- Jestřebí (község, Náchodi j.)
- Jestřebí (község, Šumperki j.)
- Jetětice (község, Píseki j.)
- Jetřichov (község, Náchodi j.)
- Jetřichovice (község, Děčíni j.)
- Jevany (község, Kelet-prágai j.)
- Jevíčko (város, Svitavyi j.)
- Jeviněves (község, Mělníki j.)
- Jevišovice (város, Znojmói j.)
- Jevišovka (község, Břeclavi j.)
- Jezbořice (község, Pardubicei j.)
- Jezdkovice (község, Opavai j.)
- Jezdovice (község, Jihlavai j.)
- Ježená (község, Jihlavai j.)
- Jezeřany-Maršovice (község, Znojmói j.)
- Jezernice (község, Přerovi j.)
- Ježkovice (község, Vyškovi j.)
- Ježov (község, Hodoníni j.)
- Ježov (község, Pelhřimovi j.)
- Ježovy (község, Klatovyi j.)
- Jičín (város, Jičíni j.)
- Jičíněves (község, Jičíni j.)
- Jickovice (község, Píseki j.)
- Jihlava (város, Jihlavai j.)
- Jihlávka (község, Jihlavai j.)
- Jíkev (község, Nymburki j.)
- Jilem (község, Havlíčkův Brod-i j.)
- Jilem (község, Jindřichův Hradec-i j.)
- Jilemnice (város, Semilyi j.)
- Jílové (város, Děčíni j.)
- Jílové u Držkova (község, Jablonec nad Nisou-i j.)
- Jílové u Prahy (város, Nyugat-prágai j.)
- Jílovice (község, České Budějovice-i j.)
- Jílovice (község, Hradec Králové-i j.)
- Jíloviště (község, Nyugat-prágai j.)
- Jimlín (község, Lounyi j.)
- Jimramov (mezőváros, Žďár nad Sázavou-i j.)
- Jinačovice (község, Brno-vidéki j.)
- Jince (mezőváros, Příbrami j.)
- Jindřichov (község, Bruntáli j.)
- Jindřichov (község, Přerovi j.)
- Jindřichov (község, Šumperki j.)
- Jindřichovice (község, Jihlavai j.)
- Jindřichovice (község, Sokolovi j.)
- Jindřichovice pod Smrkem (község, Libereci j.)
- Jindřichův Hradec (város, Jindřichův Hradec-i j.)
- Jinín (község, Strakonicei j.)
- Jinočany (község, Nyugat-prágai j.)
- Jinolice (község, Jičíni j.)
- Jinošov (község, Třebíči j.)
- Jiratice (község, Třebíči j.)
- Jiřetín pod Bukovou (község, Jablonec nad Nisou-i j.)
- Jiřetín pod Jedlovou (község, Děčíni j.)
- Jiřice (község, Nymburki j.)
- Jiřice (község, Pelhřimovi j.)
- Jiřice u Miroslavi (község, Znojmói j.)
- Jiřice u Moravských Budějovic (község, Znojmói j.)
- Jiříkov (község, Bruntáli j.)
- Jiříkov (város, Děčíni j.)
- Jiříkovice (község, Brno-vidéki j.)
- Jirkov (város, Chomutovi j.)
- Jirny (község, Kelet-prágai j.)
- Jistebnice (város, Tábori j.)
- Jistebník (község, Nový Jičín-i j.)
- Jitkov (község, Havlíčkův Brod-i j.)
- Jivina (község, Berouni j.)
- Jivina (község, Mladá Boleslav-i j.)
- Jívka (község, Trutnovi j.)
- Jivno (község, České Budějovice-i j.)
- Jívová (község, Olomouci j.)
- Jívoví (község, Žďár nad Sázavou-i j.)
- Jizbice (község, Nymburki j.)
- Jizerní Vtelno (község, Mladá Boleslav-i j.)
- Josefov (község, Hodoníni j.)
- Josefov (község, Sokolovi j.)
- Josefův Důl (község, Jablonec nad Nisou-i j.)
- Josefův Důl (község, Mladá Boleslav-i j.)

## K
- Kacákova Lhota (község, Jičíni j.)
- Kacanovy (község, Semilyi j.)
- Kaceřov (község, Észak-plzeňi j.)
- Kaceřov (község, Sokolovi j.)
- Kačice (község, Kladnói j.)
- Kačlehy (község, Jindřichův Hradec-i j.)
- Kácov (mezőváros, Kutná Hora-i j.)
- Kadaň (város, Chomutovi j.)
- Kadlín (község, Mělníki j.)
- Kadolec (község, Žďár nad Sázavou-i j.)
- Kadov (község, Strakonicei j.)
- Kadov (község, Žďár nad Sázavou-i j.)
- Kadov (község, Znojmói j.)
- Kájov (község, Český Krumlov-i j.)
- Kakejcov (község, Rokycanyi j.)
- Kalek (község, Chomutovi j.)
- Kalenice (község, Strakonicei j.)
- Kalhov (község, Jihlavai j.)
- Kaliště (község, Jihlavai j.)
- Kaliště (község, Kelet-prágai j.)
- Kaliště (község, Pelhřimovi j.)
- Kalivody (község, Rakovníki j.)
- Kaly (község, Brno-vidéki j.)
- Kamberk (község, Benešovi j.)
- Kámen (község, Děčíni j.)
- Kámen (község, Havlíčkův Brod-i j.)
- Kámen (község, Pelhřimovi j.)
- Kamenec (község, Rokycanyi j.)
- Kamenec u Poličky (község, Svitavyi j.)
- Kamenice (mezőváros, Jihlavai j.)
- Kamenice (község, Kelet-prágai j.)
- Kamenice nad Lipou (város, Pelhřimovi j.)
- Kameničky (község, Chrudimi j.)
- Kamenický Šenov (város, Česká Lípa-i j.)
- Kameničná (község, Ústí nad Orlicí-i j.)
- Kamenná (község, České Budějovice-i j.)
- Kamenná (község, Jihlavai j.)
- Kamenná (község, Šumperki j.)
- Kamenná (község, Třebíči j.)
- Kamenná Horka (község, Svitavyi j.)
- Kamenná Lhota (község, Havlíčkův Brod-i j.)
- Kamenné Zboží (község, Nymburki j.)
- Kamenné Žehrovice (község, Kladnói j.)
- Kamenný Malíkov (község, Jindřichův Hradec-i j.)
- Kamenný Most (község, Kladnói j.)
- Kamenný Přívoz (község, Nyugat-prágai j.)
- Kamenný Újezd (község, České Budějovice-i j.)
- Kamenný Újezd (község, Rokycanyi j.)
- Kamýk (község, Litoměřicei j.)
- Kamýk nad Vltavou (község, Příbrami j.)
- Kanice (község, Brno-vidéki j.)
- Kanice (község, Domažlicei j.)
- Kaničky (község, Domažlicei j.)
- Kanina (község, Mělníki j.)
- Kaňovice (község, Frýdek-místeki j.)
- Kaňovice (község, Zlíni j.)
- Kaplice (város, Český Krumlov-i j.)
- Káranice (község, Hradec Králové-i j.)
- Káraný (község, Kelet-prágai j.)
- Kardašova Řečice (város, Jindřichův Hradec-i j.)
- Kařez (község, Rokycanyi j.)
- Kařízek (község, Rokycanyi j.)
- Karle (község, Svitavyi j.)
- Karlík (község, Nyugat-prágai j.)
- Karlín (község, Hodoníni j.)
- Karlov (község, Žďár nad Sázavou-i j.)
- Karlova Studánka (község, Bruntáli j.)
- Karlova Ves (község, Rakovníki j.)
- Karlovice (község, Bruntáli j.)
- Karlovice (község, Semilyi j.)
- Karlovice (község, Zlíni j.)
- Karlovy Vary (város, Karlovy Vary-i j.)
- Karlštejn (mezőváros, Berouni j.)
- Karolín (község, Kroměříži j.)
- Karolinka (város, Vsetíni j.)
- Karviná (város, Karvinái j.)
- Kasalice (község, Pardubicei j.)
- Kašava (község, Zlíni j.)
- Kasejovice (város, Dél-plzeňi j.)
- Kašnice (község, Břeclavi j.)
- Kašperské Hory (város, Klatovyi j.)
- Kateřinice (község, Nový Jičín-i j.)
- Kateřinice (község, Vsetíni j.)
- Katov (község, Brno-vidéki j.)
- Katov (község, Tábori j.)
- Katovice (mezőváros, Strakonicei j.)
- Katusice (község, Mladá Boleslav-i j.)
- Kaznějov (város, Észak-plzeňi j.)
- Kbel (község, Dél-plzeňi j.)
- Kbel (község, Kolíni j.)
- Kbelany (község, Észak-plzeňi j.)
- Kbelnice (község, Jičíni j.)
- Kdousov (község, Třebíči j.)
- Kdyně (város, Domažlicei j.)
- Keblice (község, Litoměřicei j.)
- Keblov (község, Benešovi j.)
- Kejnice (község, Klatovyi j.)
- Kejžlice (község, Pelhřimovi j.)
- Kelč (város, Vsetíni j.)
- Kelčany (község, Hodoníni j.)
- Kelníky (község, Zlíni j.)
- Kestřany (község, Píseki j.)
- Ketkovice (község, Brno-vidéki j.)
- Klabava (község, Rokycanyi j.)
- Kladeruby (község, Vsetíni j.)
- Kladeruby nad Oslavou (község, Třebíči j.)
- Kladky (község, Prostějovi j.)
- Kladníky (község, Přerovi j.)
- Kladno (község, Chrudimi j.)
- Kladno (város, Kladnói j.)
- Kladruby (község, Benešovi j.)
- Kladruby (község, Rokycanyi j.)
- Kladruby (község, Strakonicei j.)
- Kladruby (város, Tachovi j.)
- Kladruby (község, Teplicei j.)
- Kladruby nad Labem (község, Pardubicei j.)
- Klamoš (község, Hradec Králové-i j.)
- Klapý (község, Litoměřicei j.)
- Klášter (község, Dél-plzeňi j.)
- Klášter Hradiště nad Jizerou (község, Mladá Boleslav-i j.)
- Klášterec nad Ohří (város, Chomutovi j.)
- Klášterec nad Orlicí (község, Ústí nad Orlicí-i j.)
- Klášterní Skalice (község, Kolíni j.)
- Klášterská Lhota (község, Trutnovi j.)
- Klatovec (község, Jihlavai j.)
- Klatovy (város, Klatovyi j.)
- Klec (község, Jindřichův Hradec-i j.)
- Klecany (város, Kelet-prágai j.)
- Klenčí pod Čerchovem (mezőváros, Domažlicei j.)
- Kleneč (község, Litoměřicei j.)
- Klenová (község, Klatovyi j.)
- Klenovice (község, Tábori j.)
- Klenovice na Hané (község, Prostějovi j.)
- Klentnice (község, Břeclavi j.)
- Klešice (község, Chrudimi j.)
- Klíčany (község, Kelet-prágai j.)
- Klimkovice (város, Ostrava városi j.)
- Klínec (község, Nyugat-prágai j.)
- Klíny (község, Mosti j.)
- Klobouky u Brna (város, Břeclavi j.)
- Klobuky (község, Kladnói j.)
- Klokočí (község, Přerovi j.)
- Klokočí (község, Semilyi j.)
- Klokočná (község, Kelet-prágai j.)
- Klokočov (község, Havlíčkův Brod-i j.)
- Klopina (község, Šumperki j.)
- Klopotovice (község, Prostějovi j.)
- Klučenice (község, Příbrami j.)
- Klučov (község, Kolíni j.)
- Klučov (község, Třebíči j.)
- Kluky (község, Kutná Hora-i j.)
- Kluky (község, Mladá Boleslav-i j.)
- Kluky (község, Píseki j.)
- Kly (község, Mělníki j.)
- Kmetiněves (község, Kladnói j.)
- Kněždub (község, Hodoníni j.)
- Kněževes (község, Blanskói j.)
- Kněževes (község, Nyugat-prágai j.)
- Kněževes (mezőváros, Rakovníki j.)
- Kněževes (község, Žďár nad Sázavou-i j.)
- Kněžice (község, Chrudimi j.)
- Kněžice (község, Jihlavai j.)
- Kněžice (község, Nymburki j.)
- Kněžičky (község, Nymburki j.)
- Kněžmost (község, Mladá Boleslav-i j.)
- Kněžnice (község, Jičíni j.)
- Kněžpole (község, Uherské Hradiště-i j.)
- Knínice (mezőváros, Blanskói j.)
- Knínice (község, Jihlavai j.)
- Kňovice (község, Příbrami j.)
- Knovíz (község, Kladnói j.)
- Knyk (község, Havlíčkův Brod-i j.)
- Kobeřice (község, Opavai j.)
- Kobeřice u Brna (község, Vyškovi j.)
- Koberovice (község, Pelhřimovi j.)
- Koberovy (község, Jablonec nad Nisou-i j.)
- Kobylá nad Vidnavkou (község, Jeseníki j.)
- Kobylí (község, Břeclavi j.)
- Kobylice (község, Hradec Králové-i j.)
- Kobylnice (község, Brno-vidéki j.)
- Kobylnice (község, Kutná Hora-i j.)
- Kobylnice (község, Mladá Boleslav-i j.)
- Kobyly (község, Libereci j.)
- Kocbeře (község, Trutnovi j.)
- Kocelovice (község, Strakonicei j.)
- Kochánky (község, Mladá Boleslav-i j.)
- Kochánov (község, Havlíčkův Brod-i j.)
- Kočí (község, Chrudimi j.)
- Kočín (község, Észak-plzeňi j.)
- Koclířov (község, Svitavyi j.)
- Kočov (község, Tachovi j.)
- Kohoutov (község, Trutnovi j.)
- Kojatice (község, Třebíči j.)
- Kojatín (község, Třebíči j.)
- Kojátky (község, Vyškovi j.)
- Kojčice (község, Pelhřimovi j.)
- Kojetice (község, Mělníki j.)
- Kojetice (község, Třebíči j.)
- Kojetín (község, Havlíčkův Brod-i j.)
- Kojetín (város, Přerovi j.)
- Kojice (község, Pardubicei j.)
- Kokašice (község, Tachovi j.)
- Kokořín (község, Mělníki j.)
- Kokory (község, Přerovi j.)
- Kolaje (község, Nymburki j.)
- Koldín (község, Ústí nad Orlicí-i j.)
- Koleč (község, Kladnói j.)
- Kolešov (község, Rakovníki j.)
- Kolešovice (község, Rakovníki j.)
- Kolín (város, Kolíni j.)
- Kolinec (mezőváros, Klatovyi j.)
- Kolomuty (község, Mladá Boleslav-i j.)
- Kolová (község, Karlovy Vary-i j.)
- Koloveč (mezőváros, Domažlicei j.)
- Kolšov (község, Šumperki j.)
- Komařice (község, České Budějovice-i j.)
- Komárno (község, Kroměříži j.)
- Komárov (mezőváros, Berouni j.)
- Komárov (község, Olomouci j.)
- Komárov (község, Tábori j.)
- Komárov (község, Zlíni j.)
- Komárovice (község, Třebíči j.)
- Komňa (község, Uherské Hradiště-i j.)
- Komořany (község, Vyškovi j.)
- Komorní Lhotka (község, Frýdek-místeki j.)
- Komorovice (község, Pelhřimovi j.)
- Konárovice (község, Kolíni j.)
- Kondrac (község, Benešovi j.)
- Konecchlumí (község, Jičíni j.)
- Koněprusy (község, Berouni j.)
- Koněšín (község, Třebíči j.)
- Konětopy (község, Kelet-prágai j.)
- Konice (város, Prostějovi j.)
- Konojedy (község, Kelet-prágai j.)
- Konstantinovy Lázně (község, Tachovi j.)
- Kopidlno (város, Jičíni j.)
- Kopidlo (község, Észak-plzeňi j.)
- Kopřivná (község, Šumperki j.)
- Kopřivnice (város, Nový Jičín-i j.)
- Kořenec (község, Blanskói j.)
- Kořenice (község, Kolíni j.)
- Kořenov (község, Jablonec nad Nisou-i j.)
- Korkyně (község, Příbrami j.)
- Kornatice (község, Rokycanyi j.)
- Korno (község, Berouni j.)
- Korolupy (község, Znojmói j.)
- Korouhev (község, Svitavyi j.)
- Koroužné (község, Žďár nad Sázavou-i j.)
- Korozluky (község, Mosti j.)
- Koruna (község, Svitavyi j.)
- Koryčany (város, Kroměříži j.)
- Koryta (község, Észak-plzeňi j.)
- Koryta (község, Mladá Boleslav-i j.)
- Korytná (község, Uherské Hradiště-i j.)
- Košařiska (község, Frýdek-místeki j.)
- Košátky (község, Mladá Boleslav-i j.)
- Košetice (község, Pelhřimovi j.)
- Kosice (község, Hradec Králové-i j.)
- Košice (község, Kutná Hora-i j.)
- Košice (község, Tábori j.)
- Kosičky (község, Hradec Králové-i j.)
- Košík (község, Nymburki j.)
- Košíky (község, Uherské Hradiště-i j.)
- Košín (község, Tábori j.)
- Kosmonosy (város, Mladá Boleslav-i j.)
- Kosoř (község, Nyugat-prágai j.)
- Kosořice (község, Mladá Boleslav-i j.)
- Kosořín (község, Ústí nad Orlicí-i j.)
- Kosov (község, Šumperki j.)
- Kosova Hora (község, Příbrami j.)
- Košťálov (község, Semilyi j.)
- Košťany (város, Teplicei j.)
- Kostelany (község, Kroměříži j.)
- Kostelany nad Moravou (község, Uherské Hradiště-i j.)
- Kostelec (község, Hodoníni j.)
- Kostelec (község, Jičíni j.)
- Kostelec (község, Jihlavai j.)
- Kostelec (község, Tachovi j.)
- Kostelec na Hané (város, Prostějovi j.)
- Kostelec nad Černými lesy (város, Kelet-prágai j.)
- Kostelec nad Labem (város, Mělníki j.)
- Kostelec nad Orlicí (város, Rychnov nad Kněžnou-i j.)
- Kostelec nad Vltavou (község, Píseki j.)
- Kostelec u Heřmanova Městce (község, Chrudimi j.)
- Kostelec u Holešova (község, Kroměříži j.)
- Kostelec u Křížků (község, Kelet-prágai j.)
- Kostelecké Horky (község, Rychnov nad Kněžnou-i j.)
- Kostelní Hlavno (község, Kelet-prágai j.)
- Kostelní Lhota (község, Nymburki j.)
- Kostelní Myslová (község, Jihlavai j.)
- Kostelní Radouň (község, Jindřichův Hradec-i j.)
- Kostelní Vydří (község, Jindřichův Hradec-i j.)
- Kostěnice (község, Pardubicei j.)
- Kostice (község, Břeclavi j.)
- Koštice (község, Lounyi j.)
- Kostníky (község, Třebíči j.)
- Kostomlátky (község, Nymburki j.)
- Kostomlaty nad Labem (község, Nymburki j.)
- Kostomlaty pod Milešovkou (község, Teplicei j.)
- Kostomlaty pod Řípem (község, Litoměřicei j.)
- Kotenčice (község, Příbrami j.)
- Kotlasy (község, Žďár nad Sázavou-i j.)
- Kotopeky (község, Berouni j.)
- Kotovice (község, Dél-plzeňi j.)
- Kotvrdovice (község, Blanskói j.)
- Kounice (mezőváros, Nymburki j.)
- Kounov (község, Rakovníki j.)
- Kounov (község, Rychnov nad Kněžnou-i j.)
- Koupě (község, Příbrami j.)
- Kouřim (város, Kolíni j.)
- Kout na Šumavě (község, Domažlicei j.)
- Kouty (község, Havlíčkův Brod-i j.)
- Kouty (község, Nymburki j.)
- Kouty (község, Třebíči j.)
- Kovač (község, Jičíni j.)
- Kovalovice (község, Brno-vidéki j.)
- Koválovice-Osíčany (község, Prostějovi j.)
- Kováň (község, Mladá Boleslav-i j.)
- Kovanec (község, Mladá Boleslav-i j.)
- Kovanice (község, Nymburki j.)
- Kovářov (község, Píseki j.)
- Kovářská (mezőváros, Chomutovi j.)
- Kovčín (község, Klatovyi j.)
- Kozárov (község, Blanskói j.)
- Kozárovice (község, Příbrami j.)
- Kožichovice (község, Třebíči j.)
- Kozlany (község, Třebíči j.)
- Kozlany (község, Vyškovi j.)
- Kožlany (város, Észak-plzeňi j.)
- Kožlí (község, Havlíčkův Brod-i j.)
- Kožlí (község, Píseki j.)
- Kozlov (község, Havlíčkův Brod-i j.)
- Kozlov (község, Jihlavai j.)
- Kozlov (község, Olomouci j.)
- Kozlov (község, Žďár nad Sázavou-i j.)
- Kozlovice (község, Dél-plzeňi j.)
- Kozlovice (község, Frýdek-místeki j.)
- Kozly (község, Česká Lípa-i j.)
- Kozly (község, Lounyi j.)
- Kozmice (község, Benešovi j.)
- Kozmice (község, Opavai j.)
- Kozojedy (község, Észak-plzeňi j.)
- Kozojedy (község, Jičíni j.)
- Kozojedy (község, Kelet-prágai j.)
- Kozojedy (község, Rakovníki j.)
- Kozojídky (község, Hodoníni j.)
- Kozolupy (község, Észak-plzeňi j.)
- Kozomín (község, Mělníki j.)
- Kožušany-Tážaly (község, Olomouci j.)
- Kožušice (község, Vyškovi j.)
- Krabčice (község, Litoměřicei j.)
- Kraborovice (község, Havlíčkův Brod-i j.)
- Krahulčí (község, Jihlavai j.)
- Krahulov (község, Třebíči j.)
- Krajková (község, Sokolovi j.)
- Krajníčko (község, Strakonicei j.)
- Krakov (község, Rakovníki j.)
- Krakovany (község, Kolíni j.)
- Krakovec (község, Rakovníki j.)
- Kralice na Hané (mezőváros, Prostějovi j.)
- Kralice nad Oslavou (község, Třebíči j.)
- Králíky (község, Hradec Králové-i j.)
- Králíky (város, Ústí nad Orlicí-i j.)
- Králova Lhota (község, Píseki j.)
- Králova Lhota (község, Rychnov nad Kněžnou-i j.)
- Královec (község, Trutnovi j.)
- Kralovice (város, Észak-plzeňi j.)
- Královice (község, Kladnói j.)
- Královské Poříčí (község, Sokolovi j.)
- Kralupy nad Vltavou (város, Mělníki j.)
- Králův Dvůr (város, Berouni j.)
- Kramolín (község, Dél-plzeňi j.)
- Kramolín (község, Třebíči j.)
- Kramolna (község, Náchodi j.)
- Kraselov (község, Strakonicei j.)
- Krásensko (község, Vyškovi j.)
- Krasíkov (község, Ústí nad Orlicí-i j.)
- Krasíkovice (község, Pelhřimovi j.)
- Kraslice (város, Sokolovi j.)
- Krašlovice (község, Strakonicei j.)
- Krásná (község, Chebi j.)
- Krásná (község, Frýdek-místeki j.)
- Krásná Hora (község, Havlíčkův Brod-i j.)
- Krásná Hora nad Vltavou (város, Příbrami j.)
- Krásná Lípa (város, Děčíni j.)
- Krásná Ves (község, Mladá Boleslav-i j.)
- Krásné (község, Chrudimi j.)
- Krásné (község, Žďár nad Sázavou-i j.)
- Krásné Údolí (város, Karlovy Vary-i j.)
- Krásněves (község, Žďár nad Sázavou-i j.)
- Krásno (város, Sokolovi j.)
- Krásný Dvůr (község, Lounyi j.)
- Krásný Les (község, Karlovy Vary-i j.)
- Krásný Les (község, Libereci j.)
- Krasonice (község, Jihlavai j.)
- Krasov (község, Bruntáli j.)
- Krasová (község, Blanskói j.)
- Krašovice (község, Észak-plzeňi j.)
- Krátká Ves (község, Havlíčkův Brod-i j.)
- Kratochvilka (község, Brno-vidéki j.)
- Kratonohy (község, Hradec Králové-i j.)
- Krátošice (község, Tábori j.)
- Kratušín (község, Prachaticei j.)
- Kravaře (község, Česká Lípa-i j.)
- Kravaře (város, Opavai j.)
- Kravsko (község, Znojmói j.)
- Krchleby (község, Kutná Hora-i j.)
- Krchleby (község, Nymburki j.)
- Krchleby (község, Rychnov nad Kněžnou-i j.)
- Krchleby (község, Šumperki j.)
- Krčmaň (község, Olomouci j.)
- Křeč (község, Pelhřimovi j.)
- Křečhoř (község, Kolíni j.)
- Křečkov (község, Nymburki j.)
- Křečovice (község, Benešovi j.)
- Krejnice (község, Strakonicei j.)
- Křekov (község, Zlíni j.)
- Křelov-Břuchotín (község, Olomouci j.)
- Křelovice (község, Észak-plzeňi j.)
- Křelovice (község, Pelhřimovi j.)
- Křemže (mezőváros, Český Krumlov-i j.)
- Křenek (község, Kelet-prágai j.)
- Křenice (község, Kelet-prágai j.)
- Křenice (község, Klatovyi j.)
- Křenov (község, Svitavyi j.)
- Křenovice (község, Píseki j.)
- Křenovice (község, Přerovi j.)
- Křenovice (község, Vyškovi j.)
- Křenovy (község, Domažlicei j.)
- Křepenice (község, Příbrami j.)
- Křepice (község, Břeclavi j.)
- Křepice (község, Znojmói j.)
- Křesetice (község, Kutná Hora-i j.)
- Křešice (község, Litoměřicei j.)
- Křesín (község, Litoměřicei j.)
- Křešín (község, Pelhřimovi j.)
- Křešín (község, Příbrami j.)
- Křetín (község, Blanskói j.)
- Krhanice (község, Benešovi j.)
- Krhov (község, Blanskói j.)
- Krhov (község, Třebíči j.)
- Krhová (község, Vsetíni j.)
- Krhovice (község, Znojmói j.)
- Křičeň (község, Pardubicei j.)
- Křídla (község, Žďár nad Sázavou-i j.)
- Křídlůvky (község, Znojmói j.)
- Křimov (község, Chomutovi j.)
- Křinec (mezőváros, Nymburki j.)
- Křinice (község, Náchodi j.)
- Křišťanov (község, Prachaticei j.)
- Křišťanovice (község, Bruntáli j.)
- Křivoklát (mezőváros, Rakovníki j.)
- Křivsoudov (mezőváros, Benešovi j.)
- Křižánky (község, Žďár nad Sázavou-i j.)
- Křižanov (község, Píseki j.)
- Křižanov (mezőváros, Žďár nad Sázavou-i j.)
- Křižanovice (község, Chrudimi j.)
- Křižanovice (község, Vyškovi j.)
- Křižanovice u Vyškova (község, Vyškovi j.)
- Křižany (község, Libereci j.)
- Křižínkov (község, Brno-vidéki j.)
- Křížkový Újezdec (község, Kelet-prágai j.)
- Křižovatka (község, Chebi j.)
- Krmelín (község, Frýdek-místeki j.)
- Krňany (község, Benešovi j.)
- Krnov (város, Bruntáli j.)
- Krnsko (község, Mladá Boleslav-i j.)
- Krokočín (község, Třebíči j.)
- Kroměříž (város, Kroměříži j.)
- Krompach (község, Česká Lípa-i j.)
- Kropáčova Vrutice (község, Mladá Boleslav-i j.)
- Kroučová (község, Rakovníki j.)
- Krouna (község, Chrudimi j.)
- Křoví (község, Žďár nad Sázavou-i j.)
- Krsy (község, Észak-plzeňi j.)
- Křtěnov (község, Blanskói j.)
- Křtiny (mezőváros, Blanskói j.)
- Křtomil (község, Přerovi j.)
- Krtov (község, Tábori j.)
- Krty (község, Rakovníki j.)
- Krty-Hradec (község, Strakonicei j.)
- Krucemburk (mezőváros, Havlíčkův Brod-i j.)
- Kruh (község, Semilyi j.)
- Krumsín (község, Prostějovi j.)
- Krumvíř (község, Břeclavi j.)
- Krupá (község, Kolíni j.)
- Krupá (község, Rakovníki j.)
- Krupka (város, Teplicei j.)
- Krušovice (község, Rakovníki j.)
- Kružberk (község, Opavai j.)
- Krychnov (község, Kolíni j.)
- Kryry (város, Lounyi j.)
- Kryštofovo Údolí (község, Libereci j.)
- Kryštofovy Hamry (község, Chomutovi j.)
- Kšely (község, Kolíni j.)
- Kšice (község, Tachovi j.)
- Ktiš (község, Prachaticei j.)
- Ktová (község, Semilyi j.)
- Kublov (község, Berouni j.)
- Kubova Huť (község, Prachaticei j.)
- Kubšice (község, Znojmói j.)
- Kučeř (község, Píseki j.)
- Kučerov (község, Vyškovi j.)
- Kuchařovice (község, Znojmói j.)
- Kudlovice (község, Uherské Hradiště-i j.)
- Kujavy (község, Nový Jičín-i j.)
- Kukle (község, Svitavyi j.)
- Kuklík (község, Žďár nad Sázavou-i j.)
- Kuks (község, Trutnovi j.)
- Kulířov (község, Blanskói j.)
- Kunčice (község, Hradec Králové-i j.)
- Kunčice nad Labem (község, Trutnovi j.)
- Kunčice pod Ondřejníkem (község, Frýdek-místeki j.)
- Kunčina (község, Svitavyi j.)
- Kunčina Ves (község, Blanskói j.)
- Kundratice (község, Žďár nad Sázavou-i j.)
- Kunějovice (község, Észak-plzeňi j.)
- Kunemil (község, Havlíčkův Brod-i j.)
- Kunětice (község, Pardubicei j.)
- Kunice (község, Blanskói j.)
- Kunice (község, Kelet-prágai j.)
- Kuničky (község, Blanskói j.)
- Kunín (község, Nový Jičín-i j.)
- Kunkovice (község, Kroměříži j.)
- Kunovice (város, Uherské Hradiště-i j.)
- Kunovice (község, Vsetíni j.)
- Kuňovice (község, Benešovi j.)
- Kunratice (község, Děčíni j.)
- Kunratice (község, Libereci j.)
- Kunratice u Cvikova (község, Česká Lípa-i j.)
- Kunštát (város, Blanskói j.)
- Kunvald (mezőváros, Ústí nad Orlicí-i j.)
- Kunžak (község, Jindřichův Hradec-i j.)
- Kupařovice (község, Brno-vidéki j.)
- Kurdějov (község, Břeclavi j.)
- Kuřim (város, Brno-vidéki j.)
- Kuřimany (község, Strakonicei j.)
- Kuřimská Nová Ves (község, Brno-vidéki j.)
- Kuřimské Jestřabí (község, Brno-vidéki j.)
- Kuroslepy (község, Třebíči j.)
- Kurovice (község, Kroměříži j.)
- Kutná Hora (város, Kutná Hora-i j.)
- Kutrovice (község, Kladnói j.)
- Kuželov (község, Hodoníni j.)
- Kvasice (község, Kroměříži j.)
- Kvasiny (község, Rychnov nad Kněžnou-i j.)
- Kváskovice (község, Strakonicei j.)
- Kvášňovice (község, Klatovyi j.)
- Květinov (község, Havlíčkův Brod-i j.)
- Květná (község, Svitavyi j.)
- Květnice (község, Kelet-prágai j.)
- Květov (község, Píseki j.)
- Kvíčovice (község, Domažlicei j.)
- Kvilda (község, Prachaticei j.)
- Kvílice (község, Kladnói j.)
- Kvítkov (község, Česká Lípa-i j.)
- Kvítkovice (község, České Budějovice-i j.)
- Kyje (község, Jičíni j.)
- Kyjov (község, Havlíčkův Brod-i j.)
- Kyjov (város, Hodoníni j.)
- Kyjov (község, Žďár nad Sázavou-i j.)
- Kyjovice (község, Opavai j.)
- Kyjovice (község, Znojmói j.)
- Kynice (község, Havlíčkův Brod-i j.)
- Kynšperk nad Ohří (város, Sokolovi j.)
- Kyselka (község, Karlovy Vary-i j.)
- Kyselovice (község, Kroměříži j.)
- Kyšice (község, Kladnói j.)
- Kyšice (község, Plzeň városi j.)
- Kyškovice (község, Litoměřicei j.)
- Kytín (község, Nyugat-prágai j.)
- Kytlice (község, Děčíni j.)

## L
- Labská Stráň (község, Děčíni j.)
- Labské Chrčice (község, Pardubicei j.)
- Labuty (község, Hodoníni j.)
- Lačnov (község, Vsetíni j.)
- Ladná (község, Břeclavi j.)
- Lahošť (község, Teplicei j.)
- Lampertice (község, Trutnovi j.)
- Lančov (község, Znojmói j.)
- Lánov (község, Trutnovi j.)
- Lanškroun (város, Ústí nad Orlicí-i j.)
- Lanžhot (város, Břeclavi j.)
- Lanžov (község, Trutnovi j.)
- Lány (község, Chrudimi j.)
- Lány (község, Havlíčkův Brod-i j.)
- Lány (község, Kladnói j.)
- Lány u Dašic (község, Pardubicei j.)
- Lásenice (község, Jindřichův Hradec-i j.)
- Laškov (község, Prostějovi j.)
- Lašovice (község, Rakovníki j.)
- Lavičky (község, Žďár nad Sázavou-i j.)
- Lavičné (község, Svitavyi j.)
- Láz (község, Příbrami j.)
- Láz (község, Třebíči j.)
- Lažánky (község, Brno-vidéki j.)
- Lažánky (község, Strakonicei j.)
- Lažany (község, Blanskói j.)
- Lažany (község, Libereci j.)
- Lažany (község, Strakonicei j.)
- Lazinov (község, Blanskói j.)
- Lažiště (község, Prachaticei j.)
- Lázně Bělohrad (város, Jičíni j.)
- Lázně Bohdaneč (város, Pardubicei j.)
- Lázně Kynžvart (város, Chebi j.)
- Lázně Libverda (község, Libereci j.)
- Lázně Toušeň (mezőváros, Kelet-prágai j.)
- Lazníčky (község, Přerovi j.)
- Lazníky (község, Přerovi j.)
- Lážovice (község, Berouni j.)
- Lazsko (község, Příbrami j.)
- Lčovice (község, Prachaticei j.)
- Lechotice (község, Kroměříži j.)
- Lechovice (község, Znojmói j.)
- Ledce (község, Brno-vidéki j.)
- Ledce (község, Észak-plzeňi j.)
- Ledce (község, Hradec Králové-i j.)
- Ledce (község, Kladnói j.)
- Ledce (község, Mladá Boleslav-i j.)
- Ledčice (község, Mělníki j.)
- Ledeč nad Sázavou (város, Havlíčkův Brod-i j.)
- Ledečko (község, Kutná Hora-i j.)
- Ledenice (mezőváros, České Budějovice-i j.)
- Lednice (község, Břeclavi j.)
- Ledvice (város, Teplicei j.)
- Lejšovka (község, Hradec Králové-i j.)
- Lelekovice (község, Brno-vidéki j.)
- Lenešice (község, Lounyi j.)
- Lenora (község, Prachaticei j.)
- Lešany (község, Benešovi j.)
- Lešany (község, Prostějovi j.)
- Lešetice (község, Příbrami j.)
- Leskovec (község, Vsetíni j.)
- Leskovec nad Moravicí (község, Bruntáli j.)
- Leskovice (község, Pelhřimovi j.)
- Leškovice (község, Havlíčkův Brod-i j.)
- Lesná (község, Pelhřimovi j.)
- Lesná (község, Tachovi j.)
- Lesná (község, Třebíči j.)
- Lesná (község, Znojmói j.)
- Lešná (község, Vsetíni j.)
- Lesní Hluboké (község, Brno-vidéki j.)
- Lesní Jakubov (község, Třebíči j.)
- Lesnice (község, Šumperki j.)
- Lesonice (község, Třebíči j.)
- Lesonice (község, Znojmói j.)
- Leština (község, Šumperki j.)
- Leština (község, Ústí nad Orlicí-i j.)
- Leština u Světlé (község, Havlíčkův Brod-i j.)
- Leštinka (község, Chrudimi j.)
- Lestkov (község, Tachovi j.)
- Lesůňky (község, Třebíči j.)
- Letiny (község, Dél-plzeňi j.)
- Letkov (község, Plzeň városi j.)
- Letohrad (város, Ústí nad Orlicí-i j.)
- Letonice (község, Vyškovi j.)
- Letovice (város, Blanskói j.)
- Lety (község, Nyugat-prágai j.)
- Lety (község, Píseki j.)
- Levín (mezőváros, Litoměřicei j.)
- Levínská Olešnice (község, Semilyi j.)
- Lhánice (község, Třebíči j.)
- Lhenice (mezőváros, Prachaticei j.)
- Lhota (község, Kelet-prágai j.)
- Lhota (község, Kladnói j.)
- Lhota (község, Přerovi j.)
- Lhota (község, Zlíni j.)
- Lhota pod Hořičkami (község, Náchodi j.)
- Lhota pod Libčany (község, Hradec Králové-i j.)
- Lhota pod Radčem (község, Rokycanyi j.)
- Lhota Rapotina (község, Blanskói j.)
- Lhota u Lysic (község, Blanskói j.)
- Lhota u Olešnice (község, Blanskói j.)
- Lhota u Příbramě (község, Příbrami j.)
- Lhota u Vsetína (község, Vsetíni j.)
- Lhota-Vlasenice (község, Pelhřimovi j.)
- Lhotice (község, Třebíči j.)
- Lhotka (község, Berouni j.)
- Lhotka (község, Frýdek-místeki j.)
- Lhotka (község, Jihlavai j.)
- Lhotka (község, Mělníki j.)
- Lhotka (község, Přerovi j.)
- Lhotka (község, Žďár nad Sázavou-i j.)
- Lhotka nad Labem (község, Litoměřicei j.)
- Lhotka u Litultovic (község, Opavai j.)
- Lhotka u Radnic (község, Rokycanyi j.)
- Lhotky (község, Mladá Boleslav-i j.)
- Lhotsko (község, Zlíni j.)
- Lhoty u Potštejna (község, Rychnov nad Kněžnou-i j.)
- Lhůta (község, Plzeň városi j.)
- Libá (község, Chebi j.)
- Libáň (város, Jičíni j.)
- Libavá(wd) (katonai terület, Olomouci j.)
- Libavské Údolí (község, Sokolovi j.)
- Libčany (község, Hradec Králové-i j.)
- Libčeves (község, Lounyi j.)
- Libchavy (község, Ústí nad Orlicí-i j.)
- Libchyně (község, Náchodi j.)
- Libčice nad Vltavou (város, Nyugat-prágai j.)
- Liběchov (város, Mělníki j.)
- Libecina (község, Ústí nad Orlicí-i j.)
- Libědice (község, Chomutovi j.)
- Libějice (község, Tábori j.)
- Libějovice (község, Strakonicei j.)
- Libel (község, Rychnov nad Kněžnou-i j.)
- Libenice (község, Kolíni j.)
- Libeř (község, Nyugat-prágai j.)
- Liberec (város, Libereci j.)
- Liberk (község, Rychnov nad Kněžnou-i j.)
- Liběšice (község, Litoměřicei j.)
- Liběšice (község, Lounyi j.)
- Libětice (község, Strakonicei j.)
- Libež (község, Benešovi j.)
- Líbeznice (község, Kelet-prágai j.)
- Libhošť (község, Nový Jičín-i j.)
- Libice nad Cidlinou (község, Nymburki j.)
- Libice nad Doubravou (mezőváros, Havlíčkův Brod-i j.)
- Libín (község, České Budějovice-i j.)
- Libina (község, Šumperki j.)
- Libiš (község, Mělníki j.)
- Libišany (község, Pardubicei j.)
- Libkov (község, Chrudimi j.)
- Libkov (község, Domažlicei j.)
- Libkova Voda (község, Pelhřimovi j.)
- Libkovice pod Řípem (község, Litoměřicei j.)
- Liblice (község, Mělníki j.)
- Liblín (mezőváros, Rokycanyi j.)
- Libňatov (község, Trutnovi j.)
- Libníč (község, České Budějovice-i j.)
- Libníkovice (község, Hradec Králové-i j.)
- Libočany (község, Lounyi j.)
- Libochovany (község, Litoměřicei j.)
- Libochovice (város, Litoměřicei j.)
- Libochovičky (község, Kladnói j.)
- Libodřice (község, Kolíni j.)
- Liboměřice (község, Chrudimi j.)
- Libomyšl (község, Berouni j.)
- Libořice (község, Lounyi j.)
- Liboš (község, Olomouci j.)
- Libošovice (község, Jičíni j.)
- Libotenice (község, Litoměřicei j.)
- Libotov (község, Trutnovi j.)
- Libouchec (község, Ústí nad Labem-i j.)
- Libovice (község, Kladnói j.)
- Librantice (község, Hradec Králové-i j.)
- Libřice (község, Hradec Králové-i j.)
- Libštát (mezőváros, Semilyi j.)
- Libuň (község, Jičíni j.)
- Libušín (város, Kladnói j.)
- Lichkov (község, Ústí nad Orlicí-i j.)
- Lichnov (község, Bruntáli j.)
- Lichnov (község, Nový Jičín-i j.)
- Lichoceves (község, Nyugat-prágai j.)
- Licibořice (község, Chrudimi j.)
- Lično (község, Rychnov nad Kněžnou-i j.)
- Lidečko (község, Vsetíni j.)
- Lidice (község, Kladnói j.)
- Lidmaň (község, Pelhřimovi j.)
- Líně (község, Észak-plzeňi j.)
- Linhartice (község, Svitavyi j.)
- Lípa (község, Havlíčkův Brod-i j.)
- Lípa (község, Zlíni j.)
- Lípa nad Orlicí (község, Rychnov nad Kněžnou-i j.)
- Lipec (község, Kolíni j.)
- Lipí (község, České Budějovice-i j.)
- Lipina (község, Olomouci j.)
- Lipinka (község, Olomouci j.)
- Lipnice nad Sázavou (község, Havlíčkův Brod-i j.)
- Lipník (község, Mladá Boleslav-i j.)
- Lipník (község, Třebíči j.)
- Lipník nad Bečvou (város, Přerovi j.)
- Lipno (község, Lounyi j.)
- Lipno nad Vltavou (község, Český Krumlov-i j.)
- Lipoltice (község, Pardubicei j.)
- Lipov (község, Hodoníni j.)
- Lipová (község, Chebi j.)
- Lipová (község, Děčíni j.)
- Lipová (község, Přerovi j.)
- Lipová (község, Prostějovi j.)
- Lipová (község, Zlíni j.)
- Lipová-lázně (község, Jeseníki j.)
- Lipovec (község, Blanskói j.)
- Lipovec (község, Chrudimi j.)
- Lipovice (község, Prachaticei j.)
- Liptál (község, Vsetíni j.)
- Liptaň (község, Bruntáli j.)
- Lipůvka (község, Blanskói j.)
- Lišany (község, Lounyi j.)
- Lišany (község, Rakovníki j.)
- Lísek (község, Žďár nad Sázavou-i j.)
- Lišice (község, Hradec Králové-i j.)
- Líšina (község, Dél-plzeňi j.)
- Lískovice (község, Jičíni j.)
- Líský (község, Kladnói j.)
- Líšná (község, Přerovi j.)
- Líšná (község, Rokycanyi j.)
- Líšná (község, Žďár nad Sázavou-i j.)
- Lišnice (község, Mosti j.)
- Líšnice (község, Nyugat-prágai j.)
- Líšnice (község, Šumperki j.)
- Líšnice (község, Ústí nad Orlicí-i j.)
- Líšný (község, Jablonec nad Nisou-i j.)
- Lisov (község, Dél-plzeňi j.)
- Lišov (város, České Budějovice-i j.)
- Líšťany (község, Észak-plzeňi j.)
- Líšťany (község, Lounyi j.)
- Líté (község, Észak-plzeňi j.)
- Liteň (mezőváros, Berouni j.)
- Litenčice (mezőváros, Kroměříži j.)
- Litíč (község, Trutnovi j.)
- Litichovice (község, Benešovi j.)
- Litoboř (község, Náchodi j.)
- Litobratřice (község, Znojmói j.)
- Litochovice (község, Strakonicei j.)
- Litohlavy (község, Rokycanyi j.)
- Litohoř (község, Třebíči j.)
- Litohošť (község, Pelhřimovi j.)
- Litoměřice (város, Litoměřicei j.)
- Litomyšl (város, Svitavyi j.)
- Litošice (község, Pardubicei j.)
- Litostrov (község, Brno-vidéki j.)
- Litovany (község, Třebíči j.)
- Litovel (város, Olomouci j.)
- Litultovice (mezőváros, Opavai j.)
- Litvínov (város, Mosti j.)
- Litvínovice (község, České Budějovice-i j.)
- Lkáň (község, Litoměřicei j.)
- Lnáře (község, Strakonicei j.)
- Lobeč (község, Mělníki j.)
- Lobendava (község, Děčíni j.)
- Lobodice (község, Přerovi j.)
- Ločenice (község, České Budějovice-i j.)
- Lochenice (község, Hradec Králové-i j.)
- Lochousice (község, Észak-plzeňi j.)
- Lochovice (község, Berouni j.)
- Loděnice (község, Berouni j.)
- Loděnice (község, Brno-vidéki j.)
- Lodhéřov (község, Jindřichův Hradec-i j.)
- Lodín (község, Hradec Králové-i j.)
- Loket (község, Benešovi j.)
- Loket (város, Sokolovi j.)
- Lom (város, Mosti j.)
- Lom (község, Strakonicei j.)
- Lom (község, Tábori j.)
- Lom u Tachova (község, Tachovi j.)
- Lomec (község, Klatovyi j.)
- Lomnice (mezőváros, Brno-vidéki j.)
- Lomnice (község, Bruntáli j.)
- Lomnice (község, Sokolovi j.)
- Lomnice nad Lužnicí (város, Jindřichův Hradec-i j.)
- Lomnice nad Popelkou (város, Semilyi j.)
- Lomnička (község, Brno-vidéki j.)
- Lomy (község, Třebíči j.)
- Lopeník (község, Uherské Hradiště-i j.)
- Lošany (község, Kolíni j.)
- Losiná (község, Plzeň városi j.)
- Loštice (város, Šumperki j.)
- Loučany (község, Olomouci j.)
- Loučeň (mezőváros, Nymburki j.)
- Loučim (község, Domažlicei j.)
- Loucká (község, Kladnói j.)
- Loučka (község, Olomouci j.)
- Loučka (község, Vsetíni j.)
- Loučka (község, Zlíni j.)
- Loučky (község, Semilyi j.)
- Loučná nad Desnou (község, Šumperki j.)
- Loučná pod Klínovcem (város, Chomutovi j.)
- Loučovice (község, Český Krumlov-i j.)
- Louka (község, Blanskói j.)
- Louka (község, Hodoníni j.)
- Louka u Litvínova (község, Mosti j.)
- Loukov (község, Kroměříži j.)
- Loukov (község, Mladá Boleslav-i j.)
- Loukovec (község, Mladá Boleslav-i j.)
- Loukovice (község, Třebíči j.)
- Louňová (község, Dél-plzeňi j.)
- Louňovice (község, Kelet-prágai j.)
- Louňovice pod Blaníkem (mezőváros, Benešovi j.)
- Louny (város, Lounyi j.)
- Loužnice (község, Jablonec nad Nisou-i j.)
- Lovčice (község, Hodoníni j.)
- Lovčice (község, Hradec Králové-i j.)
- Lovčičky (község, Vyškovi j.)
- Lovčovice (község, Třebíči j.)
- Lovečkovice (község, Litoměřicei j.)
- Lovosice (város, Litoměřicei j.)
- Loza (község, Észak-plzeňi j.)
- Lozice (község, Chrudimi j.)
- Lštění (község, Benešovi j.)
- Lubě (község, Blanskói j.)
- Lubenec (község, Lounyi j.)
- Luběnice (község, Olomouci j.)
- Lubná (község, Kroměříži j.)
- Lubná (község, Rakovníki j.)
- Lubná (község, Svitavyi j.)
- Lubné (község, Brno-vidéki j.)
- Lubnice (község, Znojmói j.)
- Lubník (község, Ústí nad Orlicí-i j.)
- Luboměř (község, Nový Jičín-i j.)
- Luboměř pod Strážnou(wd) (község, Přerovi j.)
- Luby (város, Chebi j.)
- Lučany nad Nisou (város, Jablonec nad Nisou-i j.)
- Lučice (község, Havlíčkův Brod-i j.)
- Lučina (község, Frýdek-místeki j.)
- Ludgeřovice (község, Opavai j.)
- Ludíkov (község, Blanskói j.)
- Ludkovice (község, Zlíni j.)
- Ludmírov (község, Prostějovi j.)
- Ludslavice (község, Kroměříži j.)
- Ludvíkov (község, Bruntáli j.)
- Ludvíkovice (község, Děčíni j.)
- Luhačovice (város, Zlíni j.)
- Luka (község, Česká Lípa-i j.)
- Luká (község, Olomouci j.)
- Luka nad Jihlavou (mezőváros, Jihlavai j.)
- Lukavec (község, Litoměřicei j.)
- Lukavec (mezőváros, Pelhřimovi j.)
- Lukavec u Hořic (község, Jičíni j.)
- Lukavice (község, Chrudimi j.)
- Lukavice (község, Rychnov nad Kněžnou-i j.)
- Lukavice (község, Šumperki j.)
- Lukavice (község, Ústí nad Orlicí-i j.)
- Lukov (község, Teplicei j.)
- Lukov (község, Třebíči j.)
- Lukov (község, Zlíni j.)
- Lukov (mezőváros, Znojmói j.)
- Luková (község, Ústí nad Orlicí-i j.)
- Lukovany (község, Brno-vidéki j.)
- Lukoveček (község, Zlíni j.)
- Luleč (község, Vyškovi j.)
- Lupenice (község, Rychnov nad Kněžnou-i j.)
- Luštěnice (község, Mladá Boleslav-i j.)
- Lutín (község, Olomouci j.)
- Lutonina (község, Zlíni j.)
- Lutopecny (község, Kroměříži j.)
- Lužany (község, Dél-plzeňi j.)
- Lužany (község, Hradec Králové-i j.)
- Lužany (község, Jičíni j.)
- Lužce (község, Berouni j.)
- Luže (város, Chrudimi j.)
- Lužec nad Cidlinou (község, Hradec Králové-i j.)
- Lužec nad Vltavou (község, Mělníki j.)
- Luženičky (község, Domažlicei j.)
- Lužice (község, Hodoníni j.)
- Lužice (község, Mosti j.)
- Lužice (község, Olomouci j.)
- Lužice (község, Prachaticei j.)
- Lužná (község, Rakovníki j.)
- Lužná (község, Vsetíni j.)
- Lužnice (község, Jindřichův Hradec-i j.)
- Lysá nad Labem (város, Nymburki j.)
- Lysice (mezőváros, Blanskói j.)
- Lysovice (község, Vyškovi j.)

## M
- Machov (mezőváros, Náchodi j.)
- Machová (község, Zlíni j.)
- Mačkov (község, Strakonicei j.)
- Mackovice (község, Znojmói j.)
- Mahouš (község, Prachaticei j.)
- Majdalena (község, Jindřichův Hradec-i j.)
- Majetín (község, Olomouci j.)
- Makotřasy (község, Kladnói j.)
- Makov (község, Blanskói j.)
- Makov (község, Svitavyi j.)
- Malá Bystřice (község, Vsetíni j.)
- Malá Hraštice (község, Příbrami j.)
- Malá Lhota (község, Blanskói j.)
- Malá Losenice (község, Žďár nad Sázavou-i j.)
- Malá Morava (község, Šumperki j.)
- Malá Morávka (község, Bruntáli j.)
- Malá Roudka (község, Blanskói j.)
- Malá Skála (község, Jablonec nad Nisou-i j.)
- Malá Štáhle (község, Bruntáli j.)
- Malá Úpa (község, Trutnovi j.)
- Malá Veleň (község, Děčíni j.)
- Malá Víska (község, Berouni j.)
- Malá Vrbka (község, Hodoníni j.)
- Malčín (község, Havlíčkův Brod-i j.)
- Malé Březno (község, Mosti j.)
- Malé Březno (község, Ústí nad Labem-i j.)
- Malé Hradisko (község, Prostějovi j.)
- Malé Kyšice (község, Kladnói j.)
- Malé Přítočno (község, Kladnói j.)
- Malé Svatoňovice (község, Trutnovi j.)
- Malé Výkleky (község, Pardubicei j.)
- Malé Žernoseky (község, Litoměřicei j.)
- Maleč (község, Havlíčkův Brod-i j.)
- Malečov (község, Ústí nad Labem-i j.)
- Malenice (község, Strakonicei j.)
- Malenovice (község, Frýdek-místeki j.)
- Malešov (mezőváros, Kutná Hora-i j.)
- Malešovice (község, Brno-vidéki j.)
- Maletín (község, Šumperki j.)
- Malhostovice (község, Brno-vidéki j.)
- Malhotice (község, Přerovi j.)
- Malíč (község, Litoměřicei j.)
- Malíkov (község, Svitavyi j.)
- Malíkovice (község, Kladnói j.)
- Malínky (község, Vyškovi j.)
- Malinová (község, Rakovníki j.)
- Málkov (község, Berouni j.)
- Málkov (község, Chomutovi j.)
- Malonty (község, Český Krumlov-i j.)
- Malotice (község, Kolíni j.)
- Malovice (község, Prachaticei j.)
- Malšice (mezőváros, Tábori j.)
- Malšín (község, Český Krumlov-i j.)
- Malšovice (község, Děčíni j.)
- Malý Beranov (község, Jihlavai j.)
- Malý Bor (község, Klatovyi j.)
- Malý Újezd (község, Mělníki j.)
- Manětín (város, Észak-plzeňi j.)
- Mankovice (község, Nový Jičín-i j.)
- Maňovice (község, Klatovyi j.)
- Mařenice (község, Česká Lípa-i j.)
- Mariánské Lázně (város, Chebi j.)
- Mariánské Radčice (község, Mosti j.)
- Markvartice (község, Děčíni j.)
- Markvartice (község, Jičíni j.)
- Markvartice (község, Jihlavai j.)
- Markvartice (község, Třebíči j.)
- Markvartovice (község, Opavai j.)
- Maršov (község, Brno-vidéki j.)
- Maršov u Úpice (község, Trutnovi j.)
- Maršovice (mezőváros, Benešovi j.)
- Maršovice (község, Jablonec nad Nisou-i j.)
- Martiněves (község, Litoměřicei j.)
- Martinice (község, Kroměříži j.)
- Martinice (község, Žďár nad Sázavou-i j.)
- Martinice u Onšova (község, Pelhřimovi j.)
- Martinice v Krkonoších (község, Semilyi j.)
- Martínkov (község, Třebíči j.)
- Martínkovice (község, Náchodi j.)
- Máslojedy (község, Hradec Králové-i j.)
- Máslovice (község, Kelet-prágai j.)
- Masojedy (község, Kolíni j.)
- Mašovice (község, Znojmói j.)
- Mastník (község, Třebíči j.)
- Mašťov (város, Chomutovi j.)
- Matějov (község, Žďár nad Sázavou-i j.)
- Mazelov (község, České Budějovice-i j.)
- Mažice (község, Tábori j.)
- Mcely (község, Nymburki j.)
- Mečeříž (község, Mladá Boleslav-i j.)
- Měchenice (község, Nyugat-prágai j.)
- Měcholupy (község, Dél-plzeňi j.)
- Měcholupy (mezőváros, Lounyi j.)
- Mečichov (község, Strakonicei j.)
- Měčín (város, Klatovyi j.)
- Meclov (község, Domažlicei j.)
- Měděnec (község, Chomutovi j.)
- Medlice (község, Znojmói j.)
- Medlov (mezőváros, Brno-vidéki j.)
- Medlov (község, Olomouci j.)
- Medlovice (község, Uherské Hradiště-i j.)
- Medlovice (község, Vyškovi j.)
- Medonosy (község, Mělníki j.)
- Medový Újezd (község, Rokycanyi j.)
- Měkynec (község, Strakonicei j.)
- Melč (község, Opavai j.)
- Mělčany (község, Brno-vidéki j.)
- Mělnické Vtelno (község, Mělníki j.)
- Mělník (város, Mělníki j.)
- Měňany (község, Berouni j.)
- Menhartice (község, Třebíči j.)
- Měník (község, Hradec Králové-i j.)
- Měnín (község, Brno-vidéki j.)
- Merboltice (község, Děčíni j.)
- Měřín (mezőváros, Žďár nad Sázavou-i j.)
- Merklín (község, Dél-plzeňi j.)
- Merklín (község, Karlovy Vary-i j.)
- Měrotín (község, Olomouci j.)
- Měrovice nad Hanou (község, Přerovi j.)
- Měrunice (község, Teplicei j.)
- Měšice (község, Kelet-prágai j.)
- Měšín (község, Jihlavai j.)
- Mešno (község, Rokycanyi j.)
- Městec Králové (város, Nymburki j.)
- Městečko (község, Rakovníki j.)
- Městečko Trnávka (község, Svitavyi j.)
- Město Albrechtice (város, Bruntáli j.)
- Město Libavá (község, Olomouci j.)
- Město Touškov (város, Észak-plzeňi j.)
- Metylovice (község, Frýdek-místeki j.)
- Mezholezy (község, Domažlicei j.)
- Mezholezy u Horšovského Týna (község, Domažlicei j.)
- Meziboří (város, Mosti j.)
- Mezihoří (község, Klatovyi j.)
- Mezilečí (község, Náchodi j.)
- Mezilesí (község, Náchodi j.)
- Mezilesí (község, Pelhřimovi j.)
- Meziměstí (város, Náchodi j.)
- Mezina (község, Bruntáli j.)
- Meziříčí (község, Tábori j.)
- Meziříčko (község, Třebíči j.)
- Meziříčko (község, Žďár nad Sázavou-i j.)
- Mezná (község, Pelhřimovi j.)
- Mezná (község, Tábori j.)
- Mezno (község, Benešovi j.)
- Mezouň (község, Berouni j.)
- Michalovice (község, Havlíčkův Brod-i j.)
- Michalovice (község, Litoměřicei j.)
- Míchov (község, Blanskói j.)
- Mičovice (község, Prachaticei j.)
- Míčov-Sušice (község, Chrudimi j.)
- Mikolajice (község, Opavai j.)
- Mikulášovice (város, Děčíni j.)
- Mikulčice (község, Hodoníni j.)
- Mikuleč (község, Svitavyi j.)
- Mikulov (város, Břeclavi j.)
- Mikulov (község, Teplicei j.)
- Mikulovice (község, Jeseníki j.)
- Mikulovice (község, Pardubicei j.)
- Mikulovice (község, Třebíči j.)
- Mikulovice (mezőváros, Znojmói j.)
- Mikulůvka (község, Vsetíni j.)
- Milasín (község, Žďár nad Sázavou-i j.)
- Milavče (község, Domažlicei j.)
- Milčice (község, Nymburki j.)
- Mileč (község, Dél-plzeňi j.)
- Milejovice (község, Strakonicei j.)
- Milenov (község, Přerovi j.)
- Milešín (község, Žďár nad Sázavou-i j.)
- Milešov (község, Příbrami j.)
- Milešovice (község, Vyškovi j.)
- Miletín (város, Jičíni j.)
- Milevsko (város, Píseki j.)
- Milhostov (község, Chebi j.)
- Miličín (község, Benešovi j.)
- Milíčov (község, Jihlavai j.)
- Milíčovice (község, Znojmói j.)
- Milíkov (község, Chebi j.)
- Milíkov (község, Frýdek-místeki j.)
- Milín (község, Příbrami j.)
- Milínov (község, Dél-plzeňi j.)
- Milíře (község, Tachovi j.)
- Milonice (község, Blanskói j.)
- Milonice (község, Vyškovi j.)
- Miloňovice (község, Strakonicei j.)
- Milostín (község, Rakovníki j.)
- Milotice (község, Hodoníni j.)
- Milotice nad Bečvou (község, Přerovi j.)
- Milotice nad Opavou (község, Bruntáli j.)
- Milovice (község, Břeclavi j.)
- Milovice (város, Nymburki j.)
- Milovice u Hořic (község, Jičíni j.)
- Milý (község, Rakovníki j.)
- Mimoň (város, Česká Lípa-i j.)
- Minice (község, Píseki j.)
- Miřejovice (község, Litoměřicei j.)
- Miřetice (község, Benešovi j.)
- Miřetice (község, Chrudimi j.)
- Mířkov (község, Domažlicei j.)
- Mirkovice (község, Český Krumlov-i j.)
- Miroslav (város, Znojmói j.)
- Miroslavské Knínice (község, Znojmói j.)
- Mirošov (község, Jihlavai j.)
- Mirošov (város, Rokycanyi j.)
- Mirošov (község, Žďár nad Sázavou-i j.)
- Mirošovice (község, Kelet-prágai j.)
- Mirotice (város, Píseki j.)
- Mírov (község, Šumperki j.)
- Mírová (község, Karlovy Vary-i j.)
- Mírová pod Kozákovem (község, Semilyi j.)
- Mirovice (város, Píseki j.)
- Miskovice (község, Kutná Hora-i j.)
- Míškovice (község, Kroměříži j.)
- Míšov (község, Dél-plzeňi j.)
- Mišovice (község, Píseki j.)
- Místo (község, Chomutovi j.)
- Mistřice (község, Uherské Hradiště-i j.)
- Mistrovice (község, Ústí nad Orlicí-i j.)
- Mladá Boleslav (város, Mladá Boleslav-i j.)
- Mladá Vožice (város, Tábori j.)
- Mladé Bříště (község, Pelhřimovi j.)
- Mladé Buky (mezőváros, Trutnovi j.)
- Mladeč (község, Olomouci j.)
- Mladecko (község, Opavai j.)
- Mladějov (község, Jičíni j.)
- Mladějov na Moravě (község, Svitavyi j.)
- Mladějovice (község, Olomouci j.)
- Mladkov (község, Ústí nad Orlicí-i j.)
- Mladoňovice (község, Chrudimi j.)
- Mladoňovice (község, Třebíči j.)
- Mladošovice (község, České Budějovice-i j.)
- Mladotice (község, Észak-plzeňi j.)
- Mladý Smolivec (község, Dél-plzeňi j.)
- Mlázovice (mezőváros, Jičíni j.)
- Mlečice (község, Rokycanyi j.)
- Mlékojedy (község, Litoměřicei j.)
- Mlékosrby (község, Hradec Králové-i j.)
- Mlýnské Struhadlo (község, Klatovyi j.)
- Mlýny (község, Tábori j.)
- Mnetěš (község, Litoměřicei j.)
- Mnich (község, Pelhřimovi j.)
- Mnichov (község, Chebi j.)
- Mnichov (község, Domažlicei j.)
- Mnichov (község, Strakonicei j.)
- Mnichovice (község, Benešovi j.)
- Mnichovice (város, Kelet-prágai j.)
- Mnichovo Hradiště (város, Mladá Boleslav-i j.)
- Mníšek (község, Libereci j.)
- Mníšek pod Brdy (város, Nyugat-prágai j.)
- Močerady (község, Domažlicei j.)
- Mochov (község, Kelet-prágai j.)
- Mochtín (község, Klatovyi j.)
- Močovice (község, Kutná Hora-i j.)
- Modlany (község, Teplicei j.)
- Modletice (község, Kelet-prágai j.)
- Modlíkov (község, Havlíčkův Brod-i j.)
- Modrá (község, Uherské Hradiště-i j.)
- Modrá Hůrka (község, České Budějovice-i j.)
- Modrava (község, Klatovyi j.)
- Modřice (város, Brno-vidéki j.)
- Modřišice (község, Semilyi j.)
- Modřovice (község, Příbrami j.)
- Mohelnice (község, Dél-plzeňi j.)
- Mohelnice (város, Šumperki j.)
- Mohelnice nad Jizerou (község, Mladá Boleslav-i j.)
- Mohelno (mezőváros, Třebíči j.)
- Mojné (község, Český Krumlov-i j.)
- Mokošín (község, Pardubicei j.)
- Mokrá-Horákov (község, Brno-vidéki j.)
- Mokré (község, Rychnov nad Kněžnou-i j.)
- Mokré Lazce (község, Opavai j.)
- Mokrosuky (község, Klatovyi j.)
- Mokrouše (község, Plzeň városi j.)
- Mokrovousy (község, Hradec Králové-i j.)
- Mokrovraty (község, Příbrami j.)
- Mokrý Lom (község, České Budějovice-i j.)
- Moldava (község, Teplicei j.)
- Morašice (község, Chrudimi j.)
- Morašice (község, Pardubicei j.)
- Morašice (község, Svitavyi j.)
- Morašice (község, Znojmói j.)
- Moravany (község, Brno-vidéki j.)
- Moravany (község, Hodoníni j.)
- Moravany (község, Pardubicei j.)
- Moravec (község, Žďár nad Sázavou-i j.)
- Moraveč (község, Pelhřimovi j.)
- Moravecké Pavlovice (község, Žďár nad Sázavou-i j.)
- Moravičany (község, Šumperki j.)
- Moravice (község, Opavai j.)
- Morávka (község, Frýdek-místeki j.)
- Moravská Nová Ves (mezőváros, Břeclavi j.)
- Moravská Třebová (város, Svitavyi j.)
- Moravské Bránice (község, Brno-vidéki j.)
- Moravské Budějovice (város, Třebíči j.)
- Moravské Knínice (község, Brno-vidéki j.)
- Moravské Málkovice (község, Vyškovi j.)
- Moravskoslezský Kočov (község, Bruntáli j.)
- Moravský Beroun (város, Olomouci j.)
- Moravský Krumlov (város, Znojmói j.)
- Moravský Písek (község, Hodoníni j.)
- Moravský Žižkov (község, Břeclavi j.)
- Mořice (község, Prostějovi j.)
- Mořina (község, Berouni j.)
- Mořinka (község, Berouni j.)
- Mořkov (község, Nový Jičín-i j.)
- Morkovice-Slížany (város, Kroměříži j.)
- Morkůvky (község, Břeclavi j.)
- Mošnov (község, Nový Jičín-i j.)
- Most (város, Mosti j.)
- Mostek (község, Trutnovi j.)
- Mostek (község, Ústí nad Orlicí-i j.)
- Mostkovice (község, Prostějovi j.)
- Mosty u Jablunkova (község, Frýdek-místeki j.)
- Mouchnice (község, Hodoníni j.)
- Mouřínov (község, Vyškovi j.)
- Moutnice (község, Brno-vidéki j.)
- Mrač (község, Benešovi j.)
- Mrákotín (község, Chrudimi j.)
- Mrákotín (mezőváros, Jihlavai j.)
- Mrákov (község, Domažlicei j.)
- Mratín (község, Kelet-prágai j.)
- Mříčná (község, Semilyi j.)
- Mrlínek (község, Kroměříži j.)
- Mrsklesy (község, Olomouci j.)
- Mrtník (község, Észak-plzeňi j.)
- Mrzky (község, Kolíni j.)
- Mšec (mezőváros, Rakovníki j.)
- Mšecké Žehrovice (község, Rakovníki j.)
- Mšené-lázně (község, Litoměřicei j.)
- Mšeno (város, Mělníki j.)
- Mukařov (község, Kelet-prágai j.)
- Mukařov (község, Mladá Boleslav-i j.)
- Mutějovice (község, Rakovníki j.)
- Mutěnice (község, Hodoníni j.)
- Mutěnice (község, Strakonicei j.)
- Mutěnín (község, Domažlicei j.)
- Mutkov (község, Olomouci j.)
- Mydlovary (község, České Budějovice-i j.)
- Myslejovice (község, Prostějovi j.)
- Mysletice (község, Jihlavai j.)
- Mysletín (község, Pelhřimovi j.)
- Mysliboř (község, Jihlavai j.)
- Myslibořice (község, Třebíči j.)
- Myslín (község, Píseki j.)
- Myslinka (község, Észak-plzeňi j.)
- Myslív (község, Klatovyi j.)
- Myslkovice (község, Tábori j.)
- Mysločovice (község, Zlíni j.)
- Myslovice (község, Klatovyi j.)
- Myštěves (község, Hradec Králové-i j.)
- Myštice (község, Strakonicei j.)
- Mýto (város, Rokycanyi j.)
- Mžany (község, Hradec Králové-i j.)